# Muzeum a galerie umění Pákistánské státní banky
Muzeum a galerie umění Pákistánské státní banky je kulturní instituce v Karáčí v Pákistánu, které bylo založeno v roce 2004. Je tak prvním muzeem věnované měnám v Pákistánu. Současná budova Muzea pákistánské státní banky & Galerie umění, kterou dříve využívala Imperial Bank of India, je objekt v řecko-římském stylu postavený ve 20. letech dvacátého století britskou vládou z džódpurského červeného pískovce. V roce 2004 se Státní banka Pákistánu rozhodla budovu přeměnit na muzeum. Práce na projektu začaly v roce 2006 a věnovaly se jak konzervaci budovy, tak získání muzejní sbírky, jež zde bude prezentována.

## Sbírka

### Galerie mincí
Galerie mincí zobrazuje techniky výroby mincí a některé originálními formy jejich výroby v Pákistánské mincovně. V expozici jsou staré stroje na výrobu mincí, dále je dokumentován proces výroby mincí spolu s některými nástroji a promítán je rovněž dokument popisující kompletní proces ražení mincí v Pákistánské mincovně. Galerie mincí je rozdělena na dvě části, a to na preislámskou galerii a poté na islámskou galerii až do současného období ražení mincí.
Výstava preislámské galerie vychází v původního směnného obchodu a vystavuje pečeti používané jako mince obyvateli údolí Indu či mince označené razítkem ze šestého století před naším letopočtem. Preislámská galerie také zobrazuje některé neobvyklé měděné a stříbrné mince, včetně neobvyklé bronzové mince z doby Alexandra Velikého a několik dalších jedinečných mincí Indoskythů, Indoparthů Kušanů, Guptů a Indosassanů.
Výstava Islámské galerie začíná ražením mincí arabských guvernérů Sindhu, pokračuje několika neobvyklými mincemi sultanátu, mincemi Mugalů, Britů, Indů a posléze se věnuje ražení mincí po roce 1947, kdy Pákistán získal nezávislost na Spojeném království.

### Galerie měn
Galerie měn poskytuje přehled původu papírové měny na indickém subkontinentu, od počátečních emisí papíru až po polymerové bankovky. Galerie muzea prezentuje historii bankovek v Pákistánu a zahrnuje také sbírku historických, současných a polymerových bankovek různých zemí po celém světě, přičemž pákistánské bankovky ukazuje od počátku jejich vzniku v roce 1947.